# Família Walton
A Família Walton é considerada a mais rica do mundo, com uma fortuna conjunta dos seus membros avaliada, em 2014, em cerca de 152 bilhões de dólares, segundo lista da revista Forbes. Trata-se da família de Bud e Sam Walton, fundadores da maior rede de varejo do mundo, a Wal-Mart.
Os cinco membros com maior popularidade são: Helen, Christy, Alice, Jim e Samuel Robson Walton – respectivamente a viúva, a nora (esposa de John Walton morto em 2005) e os filhos de Sam Walton, que estão desde 2001 entre os 10 americanos mais ricos do mundo.
Juntos eles controlam 39% da companhia, possuindo uma fortuna combinada de mais de 100 bilhões de dólares.